# Usson-en-Forez
Usson-en-Forez é uma comuna francesa na região administrativa de Auvérnia-Ródano-Alpes, no departamento de Loire. Estende-se por uma área de 47,24 km². Em 2010 a comuna tinha 1 508 habitantes (densidade: 31,9 hab./km²).